# 슈테른 소수
슈테른 소수(Stern prime)는 소수와 제곱수의 두 배의 합으로 나타낼 수 없는 소수이다. 즉, q가 소수라고 할 때, q = p + 2b2를 만족하는 그보다 작은 소수 p와 0이 아닌 자연수 b가 존재하지 않는다면, q는 슈테른 소수이다. 모리츠 아브라함 슈테른의 이름을 땄다. 지금까지 알려진 슈테른 소수의 목록은 다음과 같다.
2, 3, 17, 137, 227, 977, 1187, 1493 (OEIS의 수열 A042978).
예를 들어, 137에서 처음 몇 개 제곱수의 두 배를 빼면 {135, 129, 119, 105, 87, 65, 39, 9}를 얻을 수 있으며 그 중 어느 것도 소수가 아니다. 따라서 137은 슈테른 소수이다. 반면에 139는 137 + 2(12) 또는 131 + 2(22)로 표현될 수 있기 때문에 슈테른 소수가 아니다. 149는 131 + 2(32)로 표현될 수 있기 때문에 슈테른 소수가 아니다.
실제로 많은 소수는 그러한 표현을 둘 이상 가지고 있다. 쌍둥이 소수 중 더 큰 소수는 p + 2(12)라는 골드바흐 표현을 지닌다. 이 소수가 네쌍둥이 소수 중 가장 큰 소수인 p + 8이라면 p + 2(22)이라는 표현도 가능하다. 레온하르트 오일러는 자연수가 클수록 p + 2b2꼴로 나타내는 방법이 더 많아지는 경향이 있음을 관찰하였고, 이렇게 나타낼 수 없는 최대의 자연수가 존재할지도 모른다고 추측했다. 즉, 슈테른 소수는 위의 목록에 있는 것이 전부일 수도 있다. 첫 10만 개의 소수 중 슈테른 소수는 위 여덟 개가 전부이다.
홀수 합성수인 슈테른 수도 있는데, 알려진 것은 5777과 5993뿐이다. (OEIS의 수열 A060003) 골드바흐는 모든 슈테른 수가 소수일 거라고 잘못 추측한 적이 있다.
골드바흐는 레온하르트 오일러에게 보낸 편지에서 모든 홀수는 소수 p 와 자연수 b에 대해 p + 2b2 꼴로 나타낼 수 있다고 추측했다. 로런트 호지스에 따르면 모리츠 슈테른은 골드바흐의 서간집을 읽고 이 문제에 관심을 갖게 됐을 것이라고 한다. 당시에 1은 소수로 취급되었으므로 3은 1 + 2(12)꼴로 나타낼 수 있어 슈테른 소수로 취급되지 않았다.

## 참조
- 로런트 호지스, A lesser-known Goldbach conjecture